# Ernst Alexander
Ernst Alexander (geboren 5. Februar 1914 in Gelsenkirchen; gestorben 28. August 1942 im KZ Auschwitz) war ein deutscher Fußballspieler, der für den FC Schalke 04 spielte.

## Leben
Ernst Alexander wurde in eine Gelsenkirchener Kaufmannsfamilie geboren. Er lebte mit seiner Familie zunächst in der Bochumer Straße 51, später in der König-Wilhelm-Straße 69 (heute Kurt-Schumacher-Straße), ab 1933 in der Von-Scheubner-Richter-Str. 63 (heute Ringstraße).
Ernst Alexander besuchte bis zum 2. Januar 1929 das städtische Realgymnasium für Jungen, das heutige Grillo-Gymnasium. Danach arbeitete er zunächst im Lebensmittelgeschäft seines Vaters Georg Alexander und später als kaufmännischer Angestellter im Kaufhaus Carsch in der Bahnhofstraße, das im Besitz der Brüder Friedrich und Jakob Alexander war. Verwandtschaftsverhältnisse bestanden allerdings keine.
Beim FC Schalke 04 durchlief er mehrere Jugendmannschaften und spielte in der Reserve Fußball, ehe er 1933 aufgrund seiner jüdischen Herkunft aus dem Verein ausgeschlossen wurde.
Im November 1938 wurden die jüdischen Besitzer zur Geschäftsaufgabe gezwungen. Alexanders Vater Georg war bereits im Juni von der Gestapo verhaftet und in das KZ Sachsenhausen deportiert worden. Er kam erst Ende Dezember 1938 wieder frei. Unter dem Eindruck der Novemberpogrome 1938 und nach dem Selbstmord ihrer Mutter Ella flohen Ernst Alexander und seine Geschwister Alfred und Johanna im Dezember 1938 in die Niederlande. Dort verloren sich die Geschwister für immer aus den Augen.
Ernst Alexander wurde am 19. Dezember 1938 im Flüchtlingslager bei Hoek van Holland registriert. Im April 1939 musste er ins Flüchtlingslager Reuver wechseln, bevor er wiederum im August 1939 zurück in das Lager bei Hoek van Holland gebracht wurde. Am 23. November 1939 wurde er in das Lager Westerbork verlegt. Es gibt Hinweise, dass Ernst Alexander auch in den Niederlanden Fußball spielte. So bat der Verein Xerxes Rotterdam das Lager um die Freistellung Alexanders für seine Sonntagsspiele. Dies wurde auch erlaubt, aber wie viele Einsätze er für den Verein absolvierte, ist nicht bekannt.
Nach dem Einmarsch der Deutschen in die Niederlande wurde aus Westerbork ab Juli 1942 ein zentrales „Judendurchgangslager“. Von hier aus deportierten die Nationalsozialisten Juden aus den Niederlanden in das Vernichtungslager Auschwitz. Dieses Schicksal erlitt auch Ernst Alexander am 15. Juli 1942. Er starb sechs Wochen später. Auf dem Totenschein wurde durch Lagerarzt Georg Franz Meyer eine Kachexie bei Phlegmone, eine krankhafte Abmagerung samt einer Infektion, vermerkt.
Sein jüngerer Bruder Alfred war bereits im Februar 1942 im KZ Mauthausen umgekommen. Der Vater Georg Alexander wurde am 27. Januar 1942 von Gelsenkirchen nach Riga deportiert. Er gilt als verschollen. Nur die jüngste Schwester Johanna überlebte den Holocaust. Ihr Leidensweg führte von Westerbork über das KZ Stutthof und das Ghetto Theresienstadt schließlich nach Auschwitz. Dort wurde sie am 27. Januar 1945 von der Roten Armee befreit. Johanna Alexander kehrte nach Gelsenkirchen zurück, wo sie am 17. August 1969 verstarb.

## Erinnerung
Gemeinsam mit der Stadt Gelsenkirchen weihte der FC Schalke 04 am 6. Februar 2020 im Rahmen der #stehtauf-Aktionswoche den Ernst-Alexander-Weg im Berger Feld ein. Der bislang namenlose Weg erstreckt sich parallel zum Rudolf-Gellesch-Weg, der zur Willy-Brandt-Allee führt.
Im Schalke-Museum erinnert eine Gedenktafel an Ernst Alexander.

## Ernst Alexander Auszeichnung
Der FC Schalke 04 hat als erster Bundesligist 1994 den Kampf gegen Rassismus und Diskriminierung in seine Satzung aufgenommen. Deshalb hat der Verein die Ernst Alexander Auszeichnung ins Leben gerufen, die erstmalig 2018 verliehen wurde.
Mit der Ernst Alexander Auszeichnung holte der Verein ihn und alle anderen jüdischen Mitglieder, die entrechtet, verfolgt und ermordet wurden, symbolisch in die Vereinsfamilie zurück. Mit der Auszeichnung ehrt der FC Schalke 04 zudem Menschen, die sich für Integration, Vielfalt und Toleranz einsetzen.
2018 verlieh der FC Schalke 04 die Auszeichnung erstmalig an das Grillo-Gymnasium in Gelsenkirchen. Schülerinnen und Schüler haben sich auf Spurensuche nach Westerbork begeben, um dort den Lebens- und Leidensweg von Ernst Alexander nachzuzeichnen. Ihre Erkenntnisse fließen in eine Gedenktafel, die im Rahmen des städtischen Projekts Erinnerungsorte fortan Ernst Alexanders gedenkt und sich in der Veltins-Arena befindet. Der Preis wurde anlässlich des Geburtstags von Ernst Alexander am 3. Februar 2018 an die Schule verliehen.

### Preisträger
- 2018: Grillo-Gymnasium Gelsenkirchen
- 2019: Internationale Unternehmerverband RuhrStadt e.V. (IntUV)[3]
- 2020: Rosa-Parks-Schule, Gesamtschule der Stadt Herten
- 2021: Landesarbeitsgemeinschaft der Fanprojekte NRW e.V.
- 2022: Gesamtschule Berger Feld in Gelsenkirchen
- 2023: Städtische Gesamtschule Suderwich in Recklinghausen
- 2024: SSV Buer 07/28 e.V